# Edward George
Edward Alan John George, il barone George, noto come Eddie George o Steady Eddie (Carshalton, 16 settembre 1938 – St Tudy, 18 aprile 2009), è stato un economista inglese, Governatore della Banca d'Inghilterra dal 1993 al 2003.

## Biografia
George, nato e cresciuto a Carshalton, figlio di Alan Poste, un impiegato, e Olive, frequentò il Dulwich College, una scuola indipendente, grazie a una borsa di studio. Svolse il servizio militare presso la Scuola comune Servizi per linguisti, dove imparò a parlare il russo.
Dopo il diploma a Cambridge, iniziò a lavorare presso la Banca d'Inghilterra nel 1962 dove rimase per tutta la vita, ad eccezione di alcuni periodi passati all'Università Statale di Mosca, alla Banca dei Regolamenti Internazionali e al Fondo monetario internazionale.
Sposò Vanessa Williams, Lady George, nel Surrey nel 1962, dalla loro unione nacquero due figli, Liz ed Edward. Il 18 aprile 2009, George  morì di cancro ai polmoni.

## Carriera finanziaria
George è stato nominato Governatore della Banca d'Inghilterra nel 1993, succedendo a Robin Leigh-Pemberton, ora Lord Kingsdown, e si ritirò al completamento del suo secondo mandato quinquennale il 30 giugno 2003. Durante il suo governo, la Banca ottenne la piena indipendenza nel fissare i tassi di interesse nel Regno Unito da parte di Gordon Brown, divenuto Cancelliere dello Scacchiere dopo le elezioni generali 1997.
Gli succedette come governatore della Banca d'Inghilterra nel luglio 2003 Mervyn King. George fu nominato cavaliere nel 2000 e ottenne il titolo di Barone George di San Tudy nella contea di Cornovaglia. Il 4 marzo 2000 ottenne una laurea ad honorem dall'Università di Buckingham, fu nominato vice tenente di Cornovaglia nel marzo 2006.